# 柯城区
柯城区（かじょう-く）は中華人民共和国浙江省の衢州市に位置する市轄区。

## 行政区画
- 街道：新新街道、府山街道、荷花街道、信安街道、白雲街道、双港街道、衢化街道、花園街道
- 鎮：石梁鎮、航埠鎮
- 郷：黄家郷、七里郷、九華郷、溝渓郷、華墅郷、姜家山郷、万田郷、石室郷

## 交通

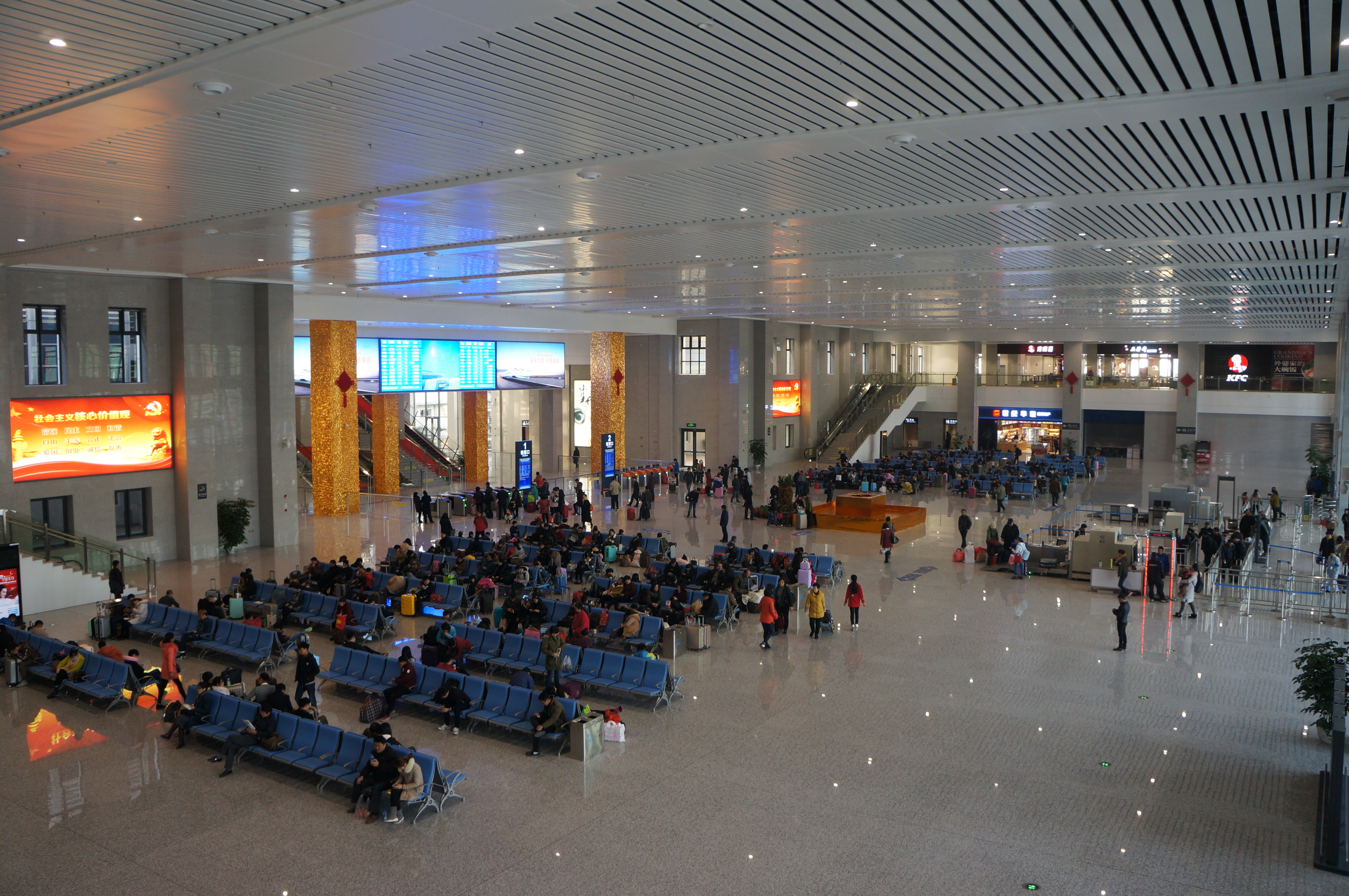
衢州駅の待合室

### 鉄道
- 中国国家鉄路集団
  - 滬昆旅客専用線、衢九線、滬昆線、衢寧線（中国語版）
    - 衢州駅

### 道路
- 高速道路
  - 京台高速道路
  - 滬昆高速道路
- 国道
  - G320国道